# کامی لوکئنتر
کامی لوکئنتر (فرانسوی: Camille Lecointre‎؛ زادهٔ ۲۵ فوریهٔ ۱۹۸۵) قایقران قایق بادبانی اهل فرانسه است.